# Perkele (banda)
Perkele es una banda de música oi/punk de Gotemburgo (Suecia), donde empezó en 1993. Sus canciones tratan asuntos como la exaltación de la clase obrera, la cerveza y la lucha contra el sistema. Los países donde más popularidad tiene esta banda son Suecia y Alemania, aunque con el tiempo ha ido consiguiendo bastante popularidad en otros países europeos, como Rusia, Polonia, España, o Francia, y americanos, como en Chile,Colombia, Costa Rica, Estados Unidos, El Salvador o Argentina.

## Historia
Perkele se formó en 1993 en la ciudad sueca de Gotemburgo, como un cuarteto: Ron Halinoja, voz y guitarra, Magnus Jonsson, batería, Olof, bajo y Anders, guitarra. El primer álbum se llamó «Från Flykt Till Kamp» y salió a la venta en 1998. Con el álbum «Voice of Anger» que salió a la venta en 2001 comenzaron a cantar en inglés. Volverían a retomar su lengua materna en 2008, con el lanzamiento de «Längtan». En este álbum todas las canciones están en sueco, salvo algunas que están cantadas en finés.

## Discografía
- Från Flykt Till Kamp (1998; Bootboy Records)
- Working Class (2000; A Way Of Life Records)
- Voice Of Anger (2001; Bronco Bullfrog Records)
- No Shame (2002; Blind Beggar Records)
- Stories from the Past (2004; Blind Beggar Records)
- Göteborg EP (2003; Blind Beggar Records)
- Confront (2005; Bandworm Records)
- Längtan (2008)
- Forever (2010)
- A Way Out (2013); Spirit Of The Streets)
- Best From The Past (2016); Spirit Of The Streets)
- Leaders Of Tomorrow (2019); Spirit Of The Streets)

## Participación en recopilatorios
- «Sonidos de la Calle» (2000; Bronco Bullfrog Records, 2 canciones)
- «Brewed in Sweden» (2001; Blind Beggar Records, 2 canciones)